# Einheitliche Regionalwahlen in Japan 1947
Die 1. einheitlichen Regionalwahlen (japanisch 第1回統一地方選挙 dai-ikkai tōitsu chihō senkyo) in Japan fanden im April 1947 statt. Zur Wahl standen Gouverneure und Parlamente in den 46 Präfekturen und Bürgermeister und Gemeinderäte in über 1.000 kreisfreien Städten, Sonderbezirken, Städten und Dörfern für eine vierjährige Amtszeit.
Gouverneure und Bürgermeister wurden durch Mehrheitswahl, Abgeordnete der Parlamente durch nicht übertragbare Einzelstimmgebung (in Einmandatswahlkreisen identisch mit einfacher Mehrheitswahl) überwiegend in Mehrmandatswahlkreisen gewählt.

## Vorgeschichte
Nach der Neuordnung der lokalen Selbstverwaltung durch das „Gesetz über lokale Selbstverwaltung“ (chihō-jichi-hō) und die Verfassung des Staates Japan, die am 3. Mai 1947 in Kraft treten sollte, wurden ab 1947 anders als im Kaiserreich nicht mehr nur die Gemeinde- und Präfekturparlamente vom Volk gewählt; auch die Bürgermeister und Gouverneure wurden fortan direkt gewählt. Außerdem wurde das Frauenwahlrecht eingeführt, das zwar bereits in den 1930ern für lokale Wahlen vom nationalen Unterhaus verabschiedet, aber durch das Herrenhaus blockiert worden war. Im April 1947 fanden in Vorbereitung auf die neue Verfassung auch die 23. Unterhauswahlen und die ersten Wahlen zum neuen Oberhaus statt.
Für die Neuordnung wurden alle Wahlen auf Präfektur- und Gemeindeebene in Form der einheitlichen Regionalwahlen zusammengefasst: In der ersten Phase wurden am 5. April die Gouverneure und Bürgermeister im ganzen Land gewählt, am 30. April folgten die Präfekturparlamente und Gemeinderäte.
Die Präfektur Okinawa stand ebenso wie die Amami- (Präfektur Kagoshima), Izu- und Ogasawara-Inseln (Präfektur Tokio) unter direkter US-Hoheit und nahm nicht an den Wahlen teil.

## Gewählte Gouverneure
In mehreren Präfekturen wurden Gouverneure gewählt, die bereits vorher beamtete, ernannte Gouverneure gewesen und für die Kandidatur bei den ersten Wahlen zurückgetreten waren.
| Präfektur | Wahlsieger           | Unterstützerparteien | Unterstützerparteien                       |
| --------- | -------------------- | -------------------- | ------------------------------------------ |
| Hokkaidō  | Tanaka Toshibumi     |                      | SPJ                                        |
| Aomori    | Tsushima Bunji       |                      | DP                                         |
| Iwate     | Kokubun Kenkichi     |                      | Iwate Nōseisha (Bauernverband)             |
| Miyagi    | Chiba Saburō         |                      |                                            |
| Akita     | Hasuike Kōsaku       |                      | DP                                         |
| Yamagata  | Musayama Michio      |                      |                                            |
| Fukushima | Ishihara Kan’ichirō  |                      |                                            |
| Ibaraki   | Tomosue Yōji         |                      |                                            |
| Tochigi   | Kodaira Jūkichi      |                      |                                            |
| Gunma     | Kitano Shigeo        |                      | DP                                         |
| Saitama   | Nishimura Jitsuzō    |                      |                                            |
| Chiba     | Kawaguchi Tamenosuke |                      | LPJ                                        |
| Tokio     | Yasui Seiichirō      |                      |                                            |
| Kanagawa  | Uchiyama Iwatarō     |                      |                                            |
| Niigata   | Okada Shōhei         |                      |                                            |
| Toyama    | Tachi Tetsuji        |                      | LPJ, DP, Nōhontō („Landwirtschaftspartei“) |
| Ishikawa  | Shibano Wakio        |                      |                                            |
| Fukui     | Obata Harukazu       |                      |                                            |
| Yamanashi | Yoshie Katsuyasu     |                      |                                            |
| Nagano    | Hayashi Torao        |                      | SPJ                                        |
| Gifu      | Mutō Kamon           |                      |                                            |
| Shizuoka  | Kobayashi Takeji     |                      |                                            |
| Aichi     | Aoyagi Hideo         |                      |                                            |
| Mie       | Aoki Masaru          |                      |                                            |
| Shiga     | Hattori Iwakichi     |                      |                                            |
| Kyōto     | Kimura Atsushi       |                      |                                            |
| Osaka     | Akama Bunzō          |                      | LPJ                                        |
| Hyōgo     | Kishida Yukio        |                      |                                            |
| Nara      | Nomura Mansaku       |                      |                                            |
| Wakayama  | Ono Shinji           |                      | LPJ                                        |
| Tottori   | Nishio Aiji          |                      |                                            |
| Shimane   | Hara Fujirō          |                      | DP                                         |
| Okayama   | Nishioka Hirokichi   |                      |                                            |
| Hiroshima | Kusunose Tsunoi      |                      |                                            |
| Yamaguchi | Tanaka Tatsuo        |                      |                                            |
| Tokushima | Abe Gorō             |                      | SPJ                                        |
| Kagawa    | Masuhara Keikichi    |                      |                                            |
| Ehime     | Aoki Shigeomi        |                      |                                            |
| Kōchi     | Kawamura Wakaji      |                      |                                            |
| Fukuoka   | Sugimoto Katsuji     |                      | SPJ                                        |
| Saga      | Okinori Gen’ichi     |                      |                                            |
| Nagasaki  | Sugiyama Sōjirō      |                      | SPJ                                        |
| Kumamoto  | Sakurai Saburō       |                      |                                            |
| Ōita      | Hosoda Tokuju        |                      |                                            |
| Miyazaki  | Annaka Tadao         |                      |                                            |
| Kagoshima | Shigenari Kaku       |                      |                                            |

## Ausgewählte Einzelergebnisse

### Gouverneurswahl in Tokio
In der Präfektur Tokio setzte sich der konservative Unabhängige Yasui Seiichirō, ehemaliger Beamter des Innenministeriums und ernannter Gouverneur der Präfekturen Gyeonggi (Keiki) und Niigata sowie bereits 1946 bis 1947 Leiter der Tokioter Präfekturverwaltung, gegen den ehemaligen sozialistischen Unterhausabgeordneten Tagawa Daikichirō und sechs abgeschlagene Bewerber durch. Tagawa war ehemaliger Vizebürgermeister der Stadt Tokio unter Ozaki Yukio und war ein Gegner der Auflösung der Stadt Tokio, die das Innenministerium unter dem Kabinett Tōjō 1943 im Pazifikkrieg verhängt hatte.
| Kandidat                      | Partei | Partei                                                     | Stimmen | Anteil |
| ----------------------------- | ------ | ---------------------------------------------------------- | ------- | ------ |
| Yasui Seiichirō               |        | Unabhängiger                                               | 705.040 | 48,2 % |
| Tagawa Daikichirō             |        | Sozialistische Partei Japans (Unterstützung durch die KPJ) | 615.622 | 42,1 % |
| Ōyama Yoshinaga (?, 大山善良) |        | Hikiagesha dōmei („Bund der Vertriebenen“)                 | 50.086  | 3,4 %  |
| Fukuda Chōtarō                |        | Demokratische Partei                                       | 42.242  | 2,9 %  |
| Hashimoto Shōnosuke           |        | Nippon Rōdōtō („Japanische Arbeitspartei“)                 | 18.665  | 1,3 %  |
| Hibi Tatsusaburō              |        | Unabhängiger                                               | 16.492  | 1,1 %  |
| Tanno Torakichi (?, 丹野虎吉) |        | Shinsei Nihontō                                            | 10.962  | 0,7 %  |
| Kijima Tōryū                  |        | Kokusai Nihontō („Internationale Japanpartei“)             | 4.601   | 0,3 %  |

### Gouverneurswahl in Osaka
In der Präfektur Osaka trat Akama Bunzō, ein ehemaliger Beamter des Innenministeriums, für die LPJ an und konnte den Sozialisten Katsuki Tamotsu schlagen.
| Kandidat                 | Partei | Partei                       | Stimmen | Anteil |
| ------------------------ | ------ | ---------------------------- | ------- | ------ |
| Akama Bunzō              |        | Liberale Partei Japans       | 446.509 | 47,2 % |
| Katsuki Tamotsu          |        | Sozialistische Partei Japans | 389.526 | 41,2 % |
| Shida Shigeo             |        | Kommunistische Partei Japans | 59.896  | 6,3 %  |
| Hayashi Kōzō (?, 林幸三) |        | Unabhängiger                 | 50.005  | 5,3 %  |